# Auvers (Manche)
Auvers is een gemeente in het Franse departement Manche (regio Normandië). De plaats maakt deel uit van het arrondissement Saint-Lô. Auvers telde op 1 januari 2022 689 inwoners. In de gemeente ligt het gesloten spoorwegstation Auvers.

## Geografie
De oppervlakte van Auvers bedroeg op 1 januari 2022 18,76 vierkante kilometer; de bevolkingsdichtheid was toen 36,7 inwoners per km².

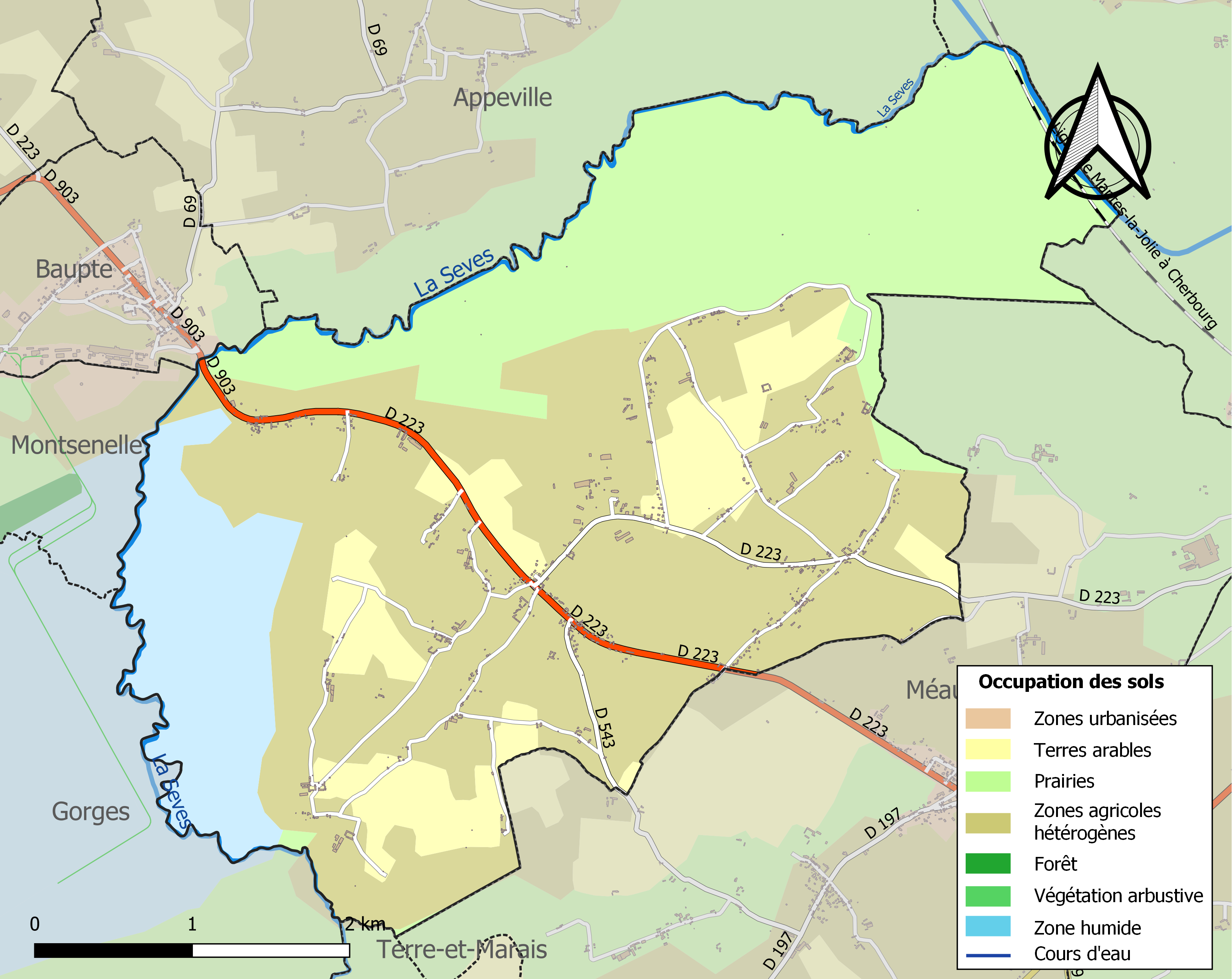
Kaart van de gemeente met de belangrijkste infrastructuur, bodemgebruik en omliggende gemeenten

## Demografie
Onderstaande figuur toont het verloop van het inwonertal (bron: INSEE-tellingen).